# مؤتمر اقتصادي بإزمير

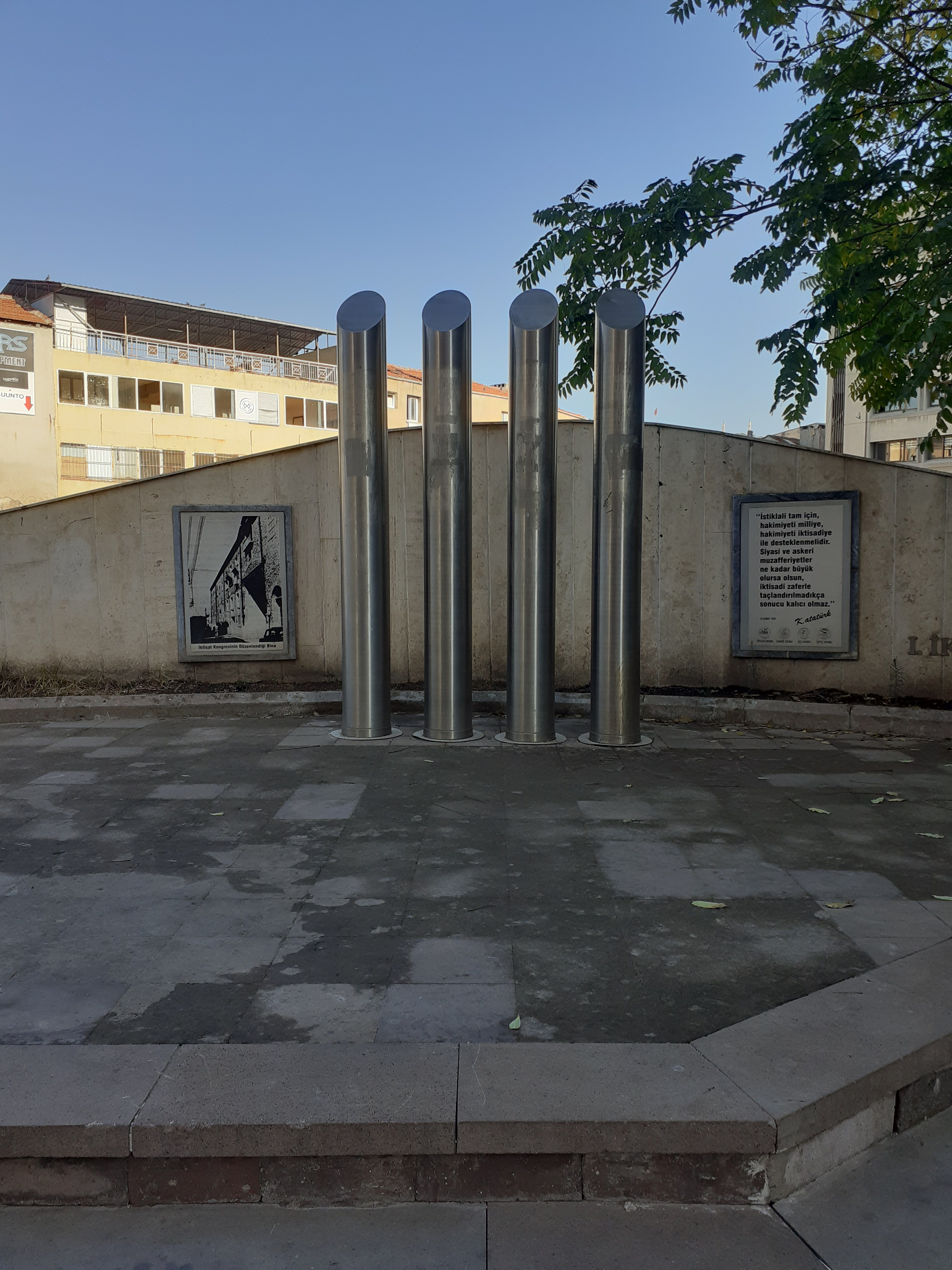

عقد المؤتمر الاقتصادي بإزمير ((بالتركية: İzmir İktisat Kongresi)‏) في مدينة إزمير في تركيا في الفترة من 17 فبراير إلى 4 مارس عام 1923، بعد فترة قصيرة من نهاية حرب الاستقلال التركية وأثناء الفترة الفاصلة بين المؤتمرين اللذين أدا إلى معاهدة لوزان في العام ذاته. ولقد عقد المؤتمر بهدف التأكيد على أهمية التنمية الاقتصادية في تركيا باعتبارها دولة دمرتها ويلات الحرب لسنوات. لقد تم وضع السياسة الاقتصادية التركية الأولى في هذا المؤتمر.
لقد كان على الجمهورية الناشئة أن تتبنى منهج الاقتصاد المختلط - حسبما أوصى مصطفى كمال أتاتورك. ولطالما اقتبس علماء الاقتصاد المؤيديون لسيطرة الدولة كلمات مصطفى كمال أتاتورك البديهية في محاولة منهم لتبرير الدور الذي تلعبه الدولة في الاقتصاد.
لقد عُقد مؤتمر ثانٍ يحمل الاسم نفسه مع تأكيد الإشارة إلى المؤتمر الأول عام 1981 في أعقاب الانقلاب العسكري في تركيا عام 1980، ثم عقد مؤتمر ثالث (بعنوان المؤتمر الاقتصادي التركي) ونظمته مؤسسة الدول للتخطيط التركية (T.C. Başbakanlık Devlet Planlama Teşkilatı) عام 2004، ولقد عقد هذان المؤتمران أيضًا في مدينة إزمير ولكن لم يحظ أي منهما بالأهمية التاريخية نفسها التي حظي بها المؤتمر الأول.
وبالتزامن مع المؤتمر، تم تنظيم معرض لمنتجات تجارية مختلفة في معرض هامبارسيومان هاوس في إزمير، وكان هذا المعرض يستخم كمخزن لـ البنك العثماني ويعتبر هذا المعرض نواة معرض إزمير الدولي الذي يعقد حاليًا.